# Copa América de 2015 – Fase final
A fase final da Copa América de 2015 foi disputada entre 24 de junho até a final, em 4 de julho. Um total de oito equipes compõem esta fase.

## Equipes
As duas melhores equipes qualificadas de cada grupo, mais os dois melhores terceiros colocados, se classificaram para esta fase.
| Grupo | Primeiros colocados | Segundos colocados | Melhores terceiros colocados |
| ----- | ------------------- | ------------------ | ---------------------------- |
| A     | Chile               | Bolívia            | —                            |
| B     | Argentina           | Paraguai           | Uruguai                      |
| C     | Brasil              | Peru               | Colômbia                     |

## Esquema
|  | Quartas de final           | Quartas de final         |                        |          | Semifinais     | Semifinais     |  |  | Final                   | Final |
|  |                            |                          |                        |          |                |                |  |  |                         |       |
|  | 24 de junho – Santiago     |                          |                        |          |                |                |  |  |                         |       |
|  |                            |                          |                        |          |                |                |  |  |                         |       |
|  | Chile                      | 1                        |                        |          |                |                |  |  |                         |       |
|  | Chile                      | 1                        | 29 de junho – Santiago |          |                |                |  |  |                         |       |
|  | Uruguai                    | 0                        |                        |          |                |                |  |  |                         |       |
|  | Uruguai                    | 0                        | Chile                  | 2        |                |                |  |  |                         |       |
|  | 25 de junho – Temuco       |                          | Chile                  | 2        |                |                |  |  |                         |       |
|  |                            | Peru                     | 1                      |          |                |                |  |  |                         |       |
|  | Bolívia                    | Peru                     | 1                      | 1        |                |                |  |  |                         |       |
|  | Bolívia                    |                          | 4 de julho – Santiago  | 1        |                |                |  |  |                         |       |
|  | Peru                       | 3                        |                        |          |                |                |  |  |                         |       |
|  | Peru                       | 3                        | Chile (pen)            | 0 (4)    |                |                |  |  |                         |       |
|  | 26 de junho – Viña del Mar |                          | Chile (pen)            | 0 (4)    |                |                |  |  |                         |       |
|  |                            | Argentina                | 0 (1)                  |          |                |                |  |  |                         |       |
|  | Argentina (pen)            | Argentina                | 0 (1)                  | 0 (5)    |                |                |  |  |                         |       |
|  | Argentina (pen)            | 30 de junho – Concepción |                        | 0 (5)    |                |                |  |  |                         |       |
|  | Colômbia                   | 0 (4)                    |                        |          |                |                |  |  |                         |       |
|  | Colômbia                   | 0 (4)                    | Argentina              | 6        | Terceiro lugar | Terceiro lugar |  |  |                         |       |
|  | 27 de junho – Concepción   |                          | Argentina              | 6        | Terceiro lugar | Terceiro lugar |  |  |                         |       |
|  |                            | Paraguai                 | 1                      |          |                |                |  |  |                         |       |
|  | Brasil                     | Paraguai                 | 1                      | 1 (3)    | Peru           | 2              |  |  |                         |       |
|  | Brasil                     |                          |                        | 1 (3)    | Peru           | 2              |  |  |                         |       |
|  | Paraguai (pen)             | 1 (4)                    |                        | Paraguai | 0              |                |  |  |                         |       |
|  | Paraguai (pen)             | 1 (4)                    |                        |          | 0              |                |  |  |                         |       |
|  |                            |                          |                        |          |                |                |  |  | 3 de julho – Concepción |       |
|  |                            |                          |                        |          |                |                |  |  |                         |       |

## Quartas de final

### Chile vs Uruguai
| 24 de junho | Chile    | 1 – 0     | Uruguai | Estádio Nacional de Chile, Santiago              |
| 20:30       | Isla 81' | Relatório |         | Público: 45 304 Árbitro: BRA Sandro Ricci (FIFA) |

| Chile | Uruguai |

| G              | 1  | Claudio Bravo    |     |     |
| L              | 4  | Mauricio Isla    | 43' |     |
| Z              | 17 | Gary Medel       |     |     |
| Z              | 18 | Gonzalo Jara     |     |     |
| l              | 2  | Eugenio Mena     |     |     |
| M              | 21 | Marcelo Díaz     |     | 72' |
| M              | 20 | Charles Aránguiz |     |     |
| M              | 8  | Arturo Vidal     |     |     |
| M              | 10 | Jorge Valdivia   | 18' | 85' |
| A              | 11 | Eduardo Vargas   |     | 72' |
| A              | 7  | Alexis Sánchez   |     |     |
| Substituições: |    |                  |     |     |
| M              | 14 | Matías Fernández |     | 72' |
| A              | 9  | Mauricio Pinilla | 84' | 72' |
| M              | 16 | David Pizarro    |     | 85' |
| Técnico:       |    |                  |     |     |
| Jorge Sampaoli |    |                  |     |     |

| G              | 1             | Fernando Muslera    |               |       |
| L              | 16            | Maxi Pereira        | 67'           |       |
| Z              | 2             | José Giménez        |               |       |
| Z              | 3             | Diego Godín         |               |       |
| L              | 4             | Jorge Fucile        | 40', 88'      |       |
| M              | 20            | Álvaro González     |               |       |
| M              | 17            | Egidio Arévalo Ríos |               |       |
| M              | 5             | Carlos Sánchez      |               | 86'   |
| M              | 7             | Cristian Rodríguez  |               |       |
| A              | 9             | Diego Rolán         |               | 57'   |
| A              | 21            | Edinson Cavani      | 29', 63'      |       |
| Substituições: |               |                     |               |       |
| A              | 8             | Abel Hernández      |               | 57'   |
| A              | 22            | Jonathan Rodríguez  |               | 86'   |
| Técnico:       |               |                     |               |       |
| Óscar Tabárez  | Óscar Tabárez | Óscar Tabárez       | Óscar Tabárez | 90+3' |

Bandeirinhas:

BRA Emerson de Carvalho

BRA Fábio Pereira

Quarto árbitro:

ECU Carlos Vera

Árbitro reserva:

ECU Byron Romero

### Bolívia vs Peru
| 25 de junho | Bolívia                   | 1 – 3     | Peru                       | Estádio Municipal Germán Becker, Temuco           |
| 20:30       | Marcelo Moreno 84' (pen.) | Relatório | 20' 22' 73' Paolo Guerrero | Público: 16 872 Árbitro: COL Wilmar Roldán (FIFA) |

| Bolívia | Peru |

| G              | 1  | Romel Quiñónez          |     |     |
| Z              | 22 | Edward Zenteno          |     |     |
| Z              | 16 | Ronald Raldes           |     |     |
| Z              | 21 | Cristian Coimbra        | 76' |     |
| RWB            | 2  | Miguel Hurtado          |     | 46' |
| LWB            | 4  | Leonel Morales          |     | 46' |
| M              | 3  | Alejandro Chumacero     |     |     |
| M              | 6  | Danny Bejarano          | 35' |     |
| M              | 8  | Martin Smedberg-Dalence |     |     |
| A              | 7  | Alcides Peña            |     | 68' |
| CF             | 9  | Marcelo Moreno          | 86' |     |
| Substituições: |    |                         |     |     |
| A              | 10 | Pablo Escobar           | 69' | 46' |
| M              | 11 | Damián Lizio            |     | 46' |
| A              | 18 | Ricardo Pedriel         | 73' | 68' |
| Técnico:       |    |                         |     |     |
| Mauricio Soria |    |                         |     |     |

| G              | 1  | Pedro Gallese      | 61'   |     |
| L              | 17 | Luis Advíncula     | 32'   |     |
| Z              | 5  | Carlos Zambrano    |       |     |
| Z              | 22 | Carlos Ascues      |       |     |
| L              | 6  | Juan Manuel Vargas |       |     |
| M              | 10 | Jefferson Farfán   |       | 77' |
| M              | 13 | Edwin Retamoso     |       |     |
| M              | 19 | Yoshimar Yotún     | 89'   |     |
| M              | 8  | Christian Cueva    |       | 82' |
| A              | 14 | Claudio Pizarro    |       | 66' |
| A              | 9  | Paolo Guerrero     |       |     |
| Substituições: |    |                    |       |     |
| A              | 18 | André Carrillo     |       | 66' |
| M              | 7  | Paolo Hurtado      |       | 77' |
| A              | 11 | Yordy Reyna        | 90+4' | 82' |
| Técnico:       |    |                    |       |     |
| Ricardo Gareca |    |                    |       |     |

Bandeirinhas:

COL Alexander Guzmán

COL Christian de la Cruz

Quarto árbitro:

PAR Enrique Cáceres

Árbitro reserva:

ECU Christian Lescano

### Argentina vs Colômbia
| 26 de junho | Argentina | 0 - 0     | Colômbia | Estádio Sausalito, Viña del Mar                    |
| 20:30       |           | Relatório |          | Público: 21 508 Árbitro: MEX Roberto García (FIFA) |

|                                              |       | Penalidades                                             |  |
| Messi Garay Banega Lavezzi Biglia Rojo Tévez | 5 – 4 | Rodríguez Falcao Cuadrado Muriel Cardona Zúñiga Murillo |  |

| Argentina | Colômbia |

| G               | 1  | Sergio Romero     |       |     |
| L               | 4  | Pablo Zabaleta    |       |     |
| Z               | 2  | Ezequiel Garay    |       |     |
| Z               | 17 | Nicolás Otamendi  |       |     |
| L               | 16 | Marcos Rojo       |       |     |
| M               | 6  | Lucas Biglia      |       |     |
| M               | 14 | Javier Mascherano | 34'   |     |
| M               | 21 | Javier Pastore    |       | 77' |
| A               | 10 | Lionel Messi      | 90+1' |     |
| A               | 11 | Sergio Agüero     | 20'   | 73' |
| A               | 7  | Ángel Di María    |       | 87' |
| Substituições:  |    |                   |       |     |
| A               | 18 | Carlos Tevez      |       | 73' |
| M               | 19 | Éver Banega       |       | 77' |
| A               | 22 | Ezequiel Lavezzi  |       | 87' |
| Técnico:        |    |                   |       |     |
| Gerardo Martino |    |                   |       |     |

| G              | 1  | David Ospina       |     |     |
| L              | 18 | Juan Camilo Zúñiga |     |     |
| Z              | 2  | Cristián Zapata    |     |     |
| Z              | 22 | Jeison Murillo     |     |     |
| L              | 4  | Santiago Arias     | 37' |     |
| M              | 11 | Juan Cuadrado      | 41' |     |
| M              | 15 | Alexander Mejía    | 21' |     |
| M              | 16 | Víctor Ibarbo      |     | 85' |
| M              | 10 | James Rodríguez    | 12' |     |
| A              | 19 | Teófilo Gutiérrez  |     | 24' |
| A              | 21 | Jackson Martínez   |     | 74' |
| Substituições: |    |                    |     |     |
| M              | 8  | Edwin Cardona      |     | 24' |
| A              | 9  | Radamel Falcao     | 86' | 74' |
| A              | 20 | Luis Muriel        |     | 85' |
| Técnico:       |    |                    |     |     |
| José Pékerman  |    |                    |     |     |

Bandeirinhas:

MEX José Luis Camargo

MEX Marvin Torrentera

Quarto árbitro:

BOL Raúl Orosco

Árbitro reserva:

BOL Juan Montaño

### Brasil vs Paraguai
| 27 de junho | Brasil      | 1 – 1     | Paraguai           | Estádio Municipal de Concepción, Concepción      |
| 18:30       | Robinho 14' | Relatório | González 71' (pen) | Público: 29 276 Árbitro: URU Andrés Cunha (FIFA) |

|                                                                     |       | Penalidades                                       |  |
| Fernandinho Éverton Ribeiro Miranda Douglas Costa Philippe Coutinho | 3 – 4 | Martínez V. Cáceres Bobadilla Santa Cruz González |  |

| Brasil | Paraguai |

| G              | 1  | Jefferson         |     |     |
| L              | 2  | Dani Alves        | 50' |     |
| Z              | 14 | Thiago Silva      |     |     |
| Z              | 3  | Miranda           |     |     |
| L              | 6  | Filipe Luís       |     |     |
| M              | 19 | Willian           |     | 61' |
| M              | 5  | Fernandinho       |     |     |
| M              | 8  | Elias             |     |     |
| M              | 21 | Philippe Coutinho | 77' |     |
| A              | 11 | Roberto Firmino   |     | 69' |
| A              | 20 | Robinho           |     | 88' |
| Substituições: |    |                   |     |     |
| M              | 7  | Douglas Costa     |     | 61' |
| A              | 9  | Diego Tardelli    |     | 69' |
| M              | 18 | Éverton Ribeiro   |     | 88' |
| Técnico:       |    |                   |     |     |
| Dunga          |    |                   |     |     |

| G              | 1  | Justo Villar        |     |     |
| L              | 5  | Bruno Valdez        | 24' |     |
| Z              | 14 | Paulo da Silva      |     |     |
| Z              | 4  | Pablo Aguilar       | 39' |     |
| L              | 2  | Iván Piris          |     |     |
| M              | 10 | Derlis González     |     |     |
| M              | 22 | Eduardo Aranda      |     | 78' |
| M              | 15 | Víctor Cáceres      |     |     |
| M              | 11 | Édgar Benítez       |     | 85' |
| A              | 18 | Nelson Haedo Valdez |     | 73' |
| A              | 9  | Roque Santa Cruz    |     |     |
| Substituições: |    |                     |     |     |
| A              | 7  | Raúl Bobadilla      |     | 73' |
| M              | 17 | Osvaldo Martínez    | 82' | 78' |
| M              | 21 | Óscar Romero        |     | 85' |
| Técnico:       |    |                     |     |     |
| Ramón Díaz     |    |                     |     |     |

Bandeirinhas:

URU Mauricio Espinosa

URU Carlos Pastorino

Quarto árbitro:

VEN José Argote

Árbitro reserva:

VEN Jorge Urrego

## Semifinal

### Chile vs Peru
| 29 de junho | Chile           | 2 – 1     | Peru             | Estádio Nacional de Chile, Santiago             |
| 20:30       | Vargas 41', 63' | Relatório | Medel 60' (g.c.) | Público: 45 651 Árbitro: VEN José Argote (FIFA) |

| Chile | Peru |

| G              | 1  | Claudio Bravo    |  |     |
| L              | 4  | Mauricio Isla    |  |     |
| Z              | 17 | Gary Medel       |  |     |
| Z              | 13 | José Rojas       |  |     |
| L              | 3  | Miiko Albornoz   |  | 46' |
| M              | 8  | Arturo Vidal     |  |     |
| M              | 21 | Marcelo Díaz     |  | 46' |
| M              | 20 | Charles Aránguiz |  |     |
| M              | 10 | Jorge Valdivia   |  | 86' |
| A              | 11 | Eduardo Vargas   |  |     |
| A              | 7  | Alexis Sánchez   |  |     |
| Substituições: |    |                  |  |     |
| Z              | 2  | Eugenio Mena     |  | 46' |
| M              | 16 | David Pizarro    |  | 46' |
| M              | 19 | Felipe Gutiérrez |  | 86' |
| Técnico:       |    |                  |  |     |
| Jorge Sampaoli |    |                  |  |     |

| G              | 1  | Pedro Gallese      |          |     |
| L              | 17 | Luis Advíncula     |          |     |
| Z              | 5  | Carlos Zambrano    | 21', 90' |     |
| Z              | 22 | Carlos Ascues      |          |     |
| L              | 6  | Juan Manuel Vargas |          |     |
| M              | 18 | André Carrillo     |          | 73' |
| M              | 21 | Josepmir Ballón    |          |     |
| M              | 16 | Carlos Lobatón     |          | 74' |
| M              | 8  | Christian Cueva    |          | 29' |
| A              | 10 | Jefferson Farfán   |          |     |
| A              | 9  | Paolo Guerrero     |          |     |
| Substituições: |    |                    |          |     |
| Z              | 15 | Christian Ramos    |          | 29' |
| A              | 14 | Claudio Pizarro    |          | 73' |
| Z              | 19 | Yoshimar Yotún     |          | 74' |
| Técnico:       |    |                    |          |     |
| Ricardo Gareca |    |                    |          |     |

Bandeirinhas:

VEN Jorge Urrego

ECU Byron Romero

Quarto árbitro:

BOL Raúl Orosco

Árbitro reserva:

BOL Javier Bustillos

### Argentina vs Paraguai
| 30 de junho | Argentina                                                            | 6 – 1     | Paraguai    | Estádio Municipal de Concepción, Concepción      |
| 20:30       | Rojo 15' · Pastore 27' · Di María 47' 52' · Agüero 80' · Higuaín 83' | Relatório | 43' Barrios | Público: 29 205 Árbitro: BRA Sandro Ricci (FIFA) |

| Argentina | Paraguai |

| G               | 1  | Sergio Romero     |     |     |
| L               | 4  | Pablo Zabaleta    |     |     |
| Z               | 15 | Martín Demichelis |     |     |
| Z               | 17 | Nicolás Otamendi  |     |     |
| L               | 16 | Marcos Rojo       | 12' |     |
| M               | 6  | Lucas Biglia      | 13' |     |
| M               | 14 | Javier Mascherano |     | 77' |
| M               | 21 | Javier Pastore    |     | 73' |
| V               | 10 | Lionel Messi      |     |     |
| A               | 11 | Sergio Agüero     |     | 81' |
| A               | 7  | Ángel Di María    |     |     |
| Substituições:  |    |                   |     |     |
| M               | 19 | Éver Banega       |     | 73' |
| M               | 5  | Fernando Gago     |     | 77' |
| A               | 9  | Gonzalo Higuaín   |     | 81' |
| Técnico:        |    |                   |     |     |
| Gerardo Martino |    |                   |     |     |

| G              | 1  | Justo Villar        |     |     |
| L              | 5  | Bruno Valdez        |     |     |
| Z              | 14 | Paulo da Silva      | 30' |     |
| Z              | 4  | Pablo Aguilar       |     |     |
| L              | 2  | Iván Piris          |     |     |
| M              | 10 | Derlis González     |     | 26' |
| M              | 15 | Víctor Cáceres      | 13' |     |
| M              | 13 | Richard Ortiz       | 60' |     |
| M              | 11 | Édgar Benítez       |     |     |
| A              | 18 | Nelson Haedo Valdez |     | 56' |
| A              | 9  | Roque Santa Cruz    |     | 30' |
| Substituições: |    |                     |     |     |
| A              | 7  | Raúl Bobadilla      |     | 26' |
| A              | 8  | Lucas Barrios       |     | 30' |
| M              | 21 | Óscar Romero        |     | 56' |
| Técnico:       |    |                     |     |     |
| Ramón Díaz     |    |                     |     |     |

Bandeirinhas:

BRA Emerson de Carvalho

BRA Fábio Pereira

Quarto árbitro:

COL Wilmar Roldán

Árbitro reserva:

COL Christian de La Cruz

## Disputa pelo terceiro lugar
| 3 de julho | Peru                        | 2 – 0     | Paraguai | Estádio Municipal de Concepción, Concepción     |
| 20:30      | Carrillo 47' · Guerrero 88' | Relatório |          | Público: 29 143 Árbitro: BOL Raúl Orosco (FIFA) |

Bandeirinhas:

BOL Javier Bustillos

BOL Juan P. Montaño

Quarto árbitro:

URU Andrés Cunha

Árbitro reserva:

URU Mauricio Espinosa

## Final
| 4 de julho | Chile | 0 – 0 (pro) | Argentina | Estádio Nacional de Chile, Santiago               |
| 17:00      |       | Relatório   |           | Público: 45 693 Árbitro: COL Wilmar Roldán (FIFA) |

|                                  |       | Penalidades          |  |
| Fernández Vidal Aránguiz Sánchez | 4 – 1 | Messi Higuaín Banega |  |

Bandeirinhas:

COL Alexander Guzmán

COL Christian de la Cruz

Quarto árbitro:

VEN José Argote

Árbitro reserva:

ECU Christian Lescano